# Su-24
Su-24 (ros. Су-24, w kodzie NATO „Fencer”) – radziecki dwusilnikowy bombowiec frontowy o zmiennej geometrii skrzydeł, zdolny do działań w każdych warunkach atmosferycznych, również w nocy, opracowany przez biuro konstrukcyjne Suchoja. Samolot jest zdolny do przenoszenia taktycznej broni jądrowej.

## Historia

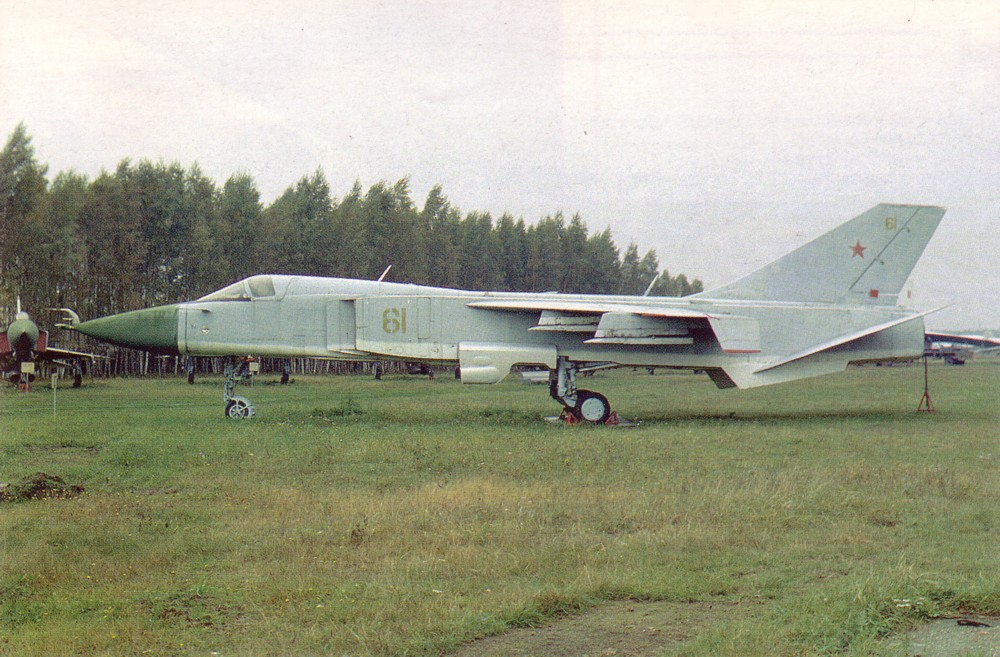
Prototyp Т-6-1 w muzeum w Monino

### Geneza
W połowie lat 50. XX wieku, w radzieckim lotnictwie rozpoczął się proces przezbrajania pułków lotnictwa szturmowego z pamiętających czasy II wojny światowej samolotów tłokowych, na maszyny o napędzie odrzutowym. Z drugiej strony dostrzegano również coraz większą rolę rakietowych systemów przeciwlotniczych, których efektywność zagrażała realizacji zadań przez pierwszą generacją odrzutowych samolotów uderzeniowych, których skuteczność upatrywano w przeprowadzaniu misji z dużą prędkością i na dużym pułapie. Na początku lat 60. XX wieku rozwinięto koncepcję użycia lotnictwa szturmowo-bombowego, w której przyjęto założenie, iż jedyną metodą uniknięcia silnej obrony przeciwlotniczej był lot na małej wysokości z bardzo dużą prędkością. W celu umożliwienia działania w każdych warunkach atmosferycznych nowy samolot miał mieć radar do wykrywania celów naziemnych.

### Projekt
W marcu 1961 roku, wydano rządowe postanowienie o wdrożeniu do produkcji samolotu myśliwsko-bombowego Su-7B. W ramach prac, Biuro Doświadczalno-Konstrukcyjne Zakładu Nr 51 kierowane przez Pawła Suchoja, otrzymało zalecenie kontynuowania prac nad rozwojem samolotu. Ich celem miało być otrzymanie maszyny zdolnej do lotu w każdych warunkach atmosferycznych, przez całą dobę, zdolną do zwalczania celów naziemnych przy użyciu nowego systemu celowniczo-nawigacyjnemu. Z kolei za opracowanie awioniki jaka miała znaleźć się na pokładzie nowej konstrukcji odpowiedzialny został Instytut Naukowo-Badawczy Nr 131. Nowy projekt otrzymał zakładowe oznaczenie S-28. Oparcie prac modernizacyjnych o płatowiec Su-7 okazało się być ślepą uliczką. Kadłub o niewielkim przekroju, centralnym wlocie powietrza z małym stożkiem wlotowym nie był w stanie pomieścić nowego wyposażenia radioelektronicznego i radaru przeznaczonego do nawigacji w wykrywania celów. Prace postanowiono prowadzić w oparciu o myśliwiec przechwytujący Su-15. W trakcie projektowania zdecydowano się na zastosowanie skrzydeł o zmiennej geometrii, dzięki czemu możliwe było osiągnięcie dużej prędkości, jak i dobrych charakterystyk startu i lądowania.
Oblotu pierwszego prototypu Su-24 oznaczonego T6-1 dokonał 2 lipca 1967 roku pilot doświadczalny Władimir Iljuszyn. Skrzydła o zmiennej geometrii miał dopiero drugi prototyp T6-2I, oblatany 17 stycznia 1970 roku przez tego samego pilota.
Pierwszy egzemplarz seryjny powstał w fabryce w Nowosybirsku w grudniu 1971. Próby państwowe Su-24 przebiegały bardzo ciężko i ukończono je dopiero w lipcu 1974 roku. Oficjalnie do uzbrojenia samolot został przyjęty w lutym 1975 roku. W toku produkcji seryjnej dokonywano drobnych zmian, przez co na zachodzie poszczególne serie produkcyjne otrzymywały kolejne oznaczenia Fencer-A, Fencer-B, Fencer-C.

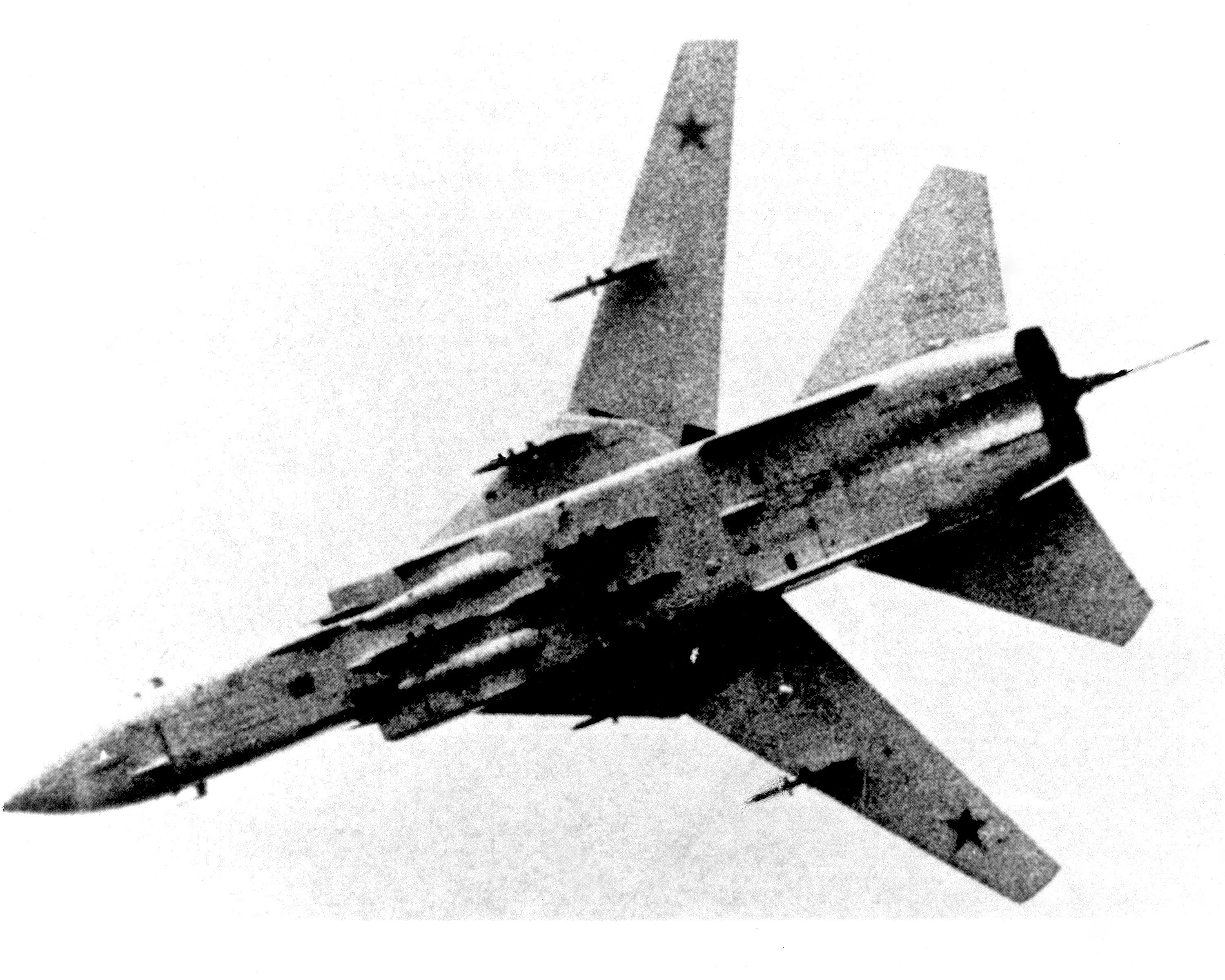
Su-24 w locie, 1985 r.

Równolegle trwały prace nad ulepszoną wersją Su-24M (oznaczenie biura konstrukcyjnego T-6M), mającą rozbudowany system uzbrojenia, w skład którego wchodziła nowa generacja uzbrojenia kierowanego. Poprawiono dokładność nawigacji i systemów celowniczych, zainstalowano system samoobrony oraz zwiększono zasięg samolotu, poprzez dodanie instalacji tankowania w locie. Prototypy nowej wersji rozpoczęły loty w 1977 roku, produkcja rozpoczęła się w 1979 roku. Zewnętrznie nowy wariant rozróżnić można po dłuższym o 75 centymetrów przodzie kadłuba. W NATO nowej wersji Su-24 nadano oznaczenie Fencer-D.
W oparciu o wersję Su-24M stworzono wyspecjalizowany samolot rozpoznawczy Su-24MR (oznaczenie biura konstrukcyjnego T-6MR), mający najsilniejszy zestaw urządzeń rozpoznawczych wśród radzieckich samolotów taktycznych. W kodzie NATO otrzymał nazwę Fencer-E.
Na bazie Su-24M powstała też wersja Su-24MP, przeznaczona do walki radioelektronicznej, z zewnątrz celowo nieodróżniająca się od pozostałych samolotów. W kodzie NATO nazwana Fencer-F.
Obecnie bombowiec Su-24M stanowi trzon rosyjskiego lotnictwa uderzeniowego. Wdrażany jest plan zastąpienia Su-24 przez nowoczesny samolot myśliwsko-bombowy Su-34.

## Wersje
- Su-24 – pierwsza wersja, wyposażona w system nawigacyjno-celowniczy PNS-24 Puma, wytwarzana w latach 1971–1983
- Su-24M – udoskonalona, wprowadzono system nawigacyjno-celowniczy PNS-24M Tigr w miejsce PNS-24 Puma, produkowana w latach 1979–1993
- Su-24MK – wersja Su-24M przeznaczona na eksport, pierwszy lot w maju 1987, produkowana w latach 1988–1992. Odbiorcami były Irak, Libia, Syria. W czasie Pustynnej Burzy irackie samoloty uciekły do Iranu
- Su-24MR – wersja rozpoznawcza, usunięto system PNS-24, zainstalowano urządzenia rozpoznawcze zintegrowane w system BKR-1, oblatana w maju 1980 roku, wytwarzana w latach 1983–1993.
- Su-24MP – wersja WRE, pierwszy lot w marcu 1980.

## Konstrukcja
Dwusilnikowy samolot bombowy w układzie górnopłatu.
Kadłub o konstrukcji półskorupowej i przekroju prostokątnym. Płaski spód kadłuba wytwarza dodatkową siłę nośną. W przedniej części kadłuba znajduje się radar, przedział instalacji uzupełniania paliwa w locie, komora przedniej goleni podwozia oraz kabina załogi wyposażona w fotele katapultowe K-36D lub K-36DM. Sterownice podwójne, samolot jest wyposażony w system automatycznego sterowania SAU-6, który umożliwia lot po zadanej trasie na dowolnej wysokości z użyciem stacji radiolokacyjnej Reljef. Osłona kabiny dla każdego z członków załogi otwierana oddzielnie. W części środkowej kadłuba znajduje się mechanizm poruszania skrzydłami, zbiorniki paliwa oraz komory podwozia głównego. Przednie osłony podwozia głównego spełniają również funkcję hamulca aerodynamicznego. W części ogonowej kadłuba znajduje się usterzenie oraz (w jego dolnej części) dwa grzebienie aerodynamiczne poprawiające stateczność kierunkową.
Skrzydło o zmiennej geometrii, z niewielkimi trójkątnymi częściami ruchomymi mocowanymi do części głównej za pomocą przegubów kulowych. Część nieruchoma skrzydłom ma skos 69°, część ruchoma może być ustawiana w położeniach 16°, 35°, 45° oraz 69°. Wyposażone w sloty oraz klapy dwuszczelinowe. W pierwszych seriach Su-24M, Su-24MR u Su-24MP na górnej powierzchni skrzydeł, nad wysięgnikami uzbrojenia, instalowano grzebienie aerodynamiczne.
Usterzenie poziome płytowe, mogące być wychylane zgodnie lub różnicowo. Rozpiętość usterzenia poziomego to 8,39 m, skos wynosi 55°, może być wychylane w zakresie +11°/-25°. Usterzenie pionowe o skosie 55°, ster kierunku wychylany o 24° w każdą stronę. W nasadzie usterzenia pionowego jest zamontowany pojemnik ze spadochronami hamującymi PTK-6 (od 16. serii stosowano PTK-6M).
Podwozie trójpodporowe z kołem przednim, wszystkie koła podwójne. Koło przednie z oponami o wymiarach 660x220 mm składane do tyłu, koła główne z oponami o wymiarze 950x300 mm chowane do komór w kadłubie. Wyposażone w amortyzatory olejowo-powietrzne umożliwiające operowanie z lotnisk gruntowych. Wyciągane i wypuszczane za pomocą instalacji hydraulicznej, w sytuacjach awaryjnych pneumatycznie.
Napęd – dwa jednoprzepływowe silniki turboodrzutowe AL-21F-3, AL-21F-3A lub AL-21F-3AT. Ciąg maksymalny z dopalaczem wynosi 108,4 kN (11 050 kG), bez dopalacza 75 kN (7650 kG). Zapas paliwa (mieszanka T-1 lub TS-1) wynosi 11 800 litrów (od ósmej serii zmniejszony o 600 l). Dodatkowo samolot może przenosić trzy zbiorniki dodatkowe: dwa PTB-3000 o pojemności 3000 l pod nieruchomą częścią skrzydeł oraz PTB-2000 pod kadłubem. Od wersji Su-24M samolot został wyposażony w instalację tankowania w locie o wydajności 1200 l/m.

## Służba
Su-24 wykorzystano podczas Radzieckiej interwencji w Afganistanie. Decyzja o wysłaniu maszyn zapadła w marcu 1984 roku. Maszyny wykorzystano operacyjnie w Afganistanie już miesiąc później, gdy do akcji wkroczyły samoloty ze 143 Pułku Lotnictwa Bombowego (143. BAP) i 149. BAP. Su-24 operowały z baz na terenie Uzbekistanu. Bombowce atakowały cele położone w Dolinie Pandższeru. Su-24 wykonywały ataki z pułapu ok. 6000 m, wykorzystując bomby swobodnie spadające FAB-500 lub FAB-250. W lipcu 1984 roku zakończono pierwszą turę operacyjną w Afganistanie. Su-24 ponownie wprowadzono do akcji w październiku 1988 roku. W działaniach wzięły udział maszyny z 143. BAP, 149. BAP i 735. BAP. Od grudnia 1988 roku skupiając się na osłonie szlaków, którymi wycofywały się wojska radzieckie. Nadal dokonywano nalotów z dużej wysokości, zabraniając lotów poniżej 4500 metrów. Głównymi powodami takich ograniczeń był górzysty teren Afganistanu i środki przeciwlotnicze jakimi dysponowali mudżahedini. Su-24 wykorzystywano zatem do bombardowań powierzchniowych, pokrywających duże obszary. Skuteczność tego typu ataków była dyskusyjna. Afgańscy mudżahedini poruszali się w małych, szybkich grupach, nie dysponowali ciężkim sprzętem ani nie mieli rozległych baz zaopatrzeniowych, mogących być doskonałym celem dla radzieckich Su-24. Pod koniec obecności radzieckiej w Afganistanie, Su-24 zaczęły wykorzystywać uzbrojenie precyzyjne, rakiety Ch-25Ł, Ch-29Ł, kierowane bomby KAB-500Ł i KAB-1500Ł, jednak ich skuteczność w zapylonym, górzystym, pokrytym również śniegiem terenie była niewielka. Ostatnie loty bojowe wykonano w lutym 1989 roku. W trakcie działań utracono jednego Su-24, z przyczyn niebojowych. Podczas wszystkich swoich misji w Afganistanie, samoloty Su-24 wykonały około 8 tysięcy lotów bojowych.

## Użytkownicy

### Algieria
W ramach podpisanej w 1989 roku umowy, Algieria w latach 1989–1990 pozyskała tuzin Su-24 w wersji bombowej. Samoloty zostały dostarczone na pokładach statków i zmontowane na miejscu przez radzieckich specjalistów. W późniejszych latach dokupiono pięć rozpoznawczych Su-24MRK i pojedynczą maszynę w wersji walki elektronicznej Su-24MPK. W 2000 roku Algieria popisała kolejną umowę na modernizacje posiadanych samolotów do standardu Su-24M Gefest/T i zakup kolejnych 22 maszyn wraz z ich modernizacją do nowego standardu. Wykonawcą umowy modernizacyjnej zostało Nowosybirskie Zjednoczenie Przemysłu Lotniczego. Również w 2000 roku zakupiono trzy egzemplarze Su-24M na Ukrainie, i te maszyny zostały skierowane do modernizacji. W 2004 roku algierskie lotnictwo wykazywało obecność 37 maszyn Su-24MK2 i czterech rozpoznawczych Su-24MKR2. Co najmniej dwa samoloty utracono w wyniku katastrof, które wydarzyły się 13 października 2014 roku (Su-24MK2) i 20 lutego 2019 roku (Su-24MKR2). W 2022 roku Algieria oficjalnie posiadała 33 Su-24MK2 i trzy Su-24MKR2.

### Angola
W 1999 roku w Angoli dostrzeżono pojedynczy Su-24, rok później Białoruś oficjalnie potwierdziła fakt przekazania maszyny stronie angolskiej. W 2001 roku władzę w Mińsku przekazały Angoli kolejnego Su-24. Niektóre źródła, wskazywały na obecność czterech maszyn w 2004 roku. W 2022 roku kraj nie wykazywał posiadania Su-24.

### Azerbejdżan
Azerbejdżan eksploatował kilkanaście pozyskanych po rozpadzie Związku Radzieckiego samolotów, które znalazły się na jego terytorium. Do 2004 roku dotrwało pięć Su-24, do 2014 już tylko dwa, a w 2022 roku nie było już żadnego Su-24 na stanie sił powietrznych.

### Białoruś
Po rozpadzie Związku Radzieckiego, na terenie Białorusi znalazło się ponad 150 Su-24 różnych wersji. Ponad 30 w składzie 116. BAP, kolejne 30 w 305. BAP, ponad 30 w 497. BAP, około 30 w 953. BAP oraz kolejnych około 20 sztuk wersji rozpoznawczej Su-24MR zgrupowanych w 10. ORAP. Po sformowaniu Sił Powietrznych Republiki Białorusi, 116. BAP i 10. ORAP weszły w skład nowej formacji. Kryzys ekonomiczny jaki dotknął kraj, zmusił Mińsk do rozpoczęcia już w 1993 roku rozwiązywania niektórych jednostek i przekazania maszyn do składnic uzbrojenia. W 1995 roku na stanie sił powietrznych znajdowały się 42 samoloty we wszystkich wersjach. Większość wycofanych maszyn znalazła się na terenie 558. Bazy Przechowywania Techniki Lotniczej w Baranowiczach. Praktycznie od samego początku służby Su-24 na Białorusi, próbowano znaleźć zagranicznych nabywców, gotowych zakupić maszyny. Akcja nie zakończyła się sukcesem, maszyny przekazano jedynie Sudanowi. W 2010 roku, wycofano osiem samolotów z 42 wówczas posiadanych. W 2012 roku wycofano pozostałe 34 samoloty, kończąc tym samym operacyjną służbę Su-24 w Siłach Powietrznych Republiki Białorusi.

### Irak
Irak był pierwszym krajem, który zakupił eksportową wersję Su-24MK. Odpowiednie porozumienie na zakup 24 maszy podpisano w 1988 roku. Dostawy zrealizowano w latach 1988–1990. Zakupione samoloty trafiły do Iraku w stanie rozłożonym drogą lotniczą, a na miejscu montowali je radzieccy specjaliści. Irak zainteresowany był jeszcze pozyskaniem większej liczby bombowców oraz samolotów w wersji rozpoznawczej. Nie doszło jednak do finalizacji tych starań. W styczniu 1991 roku rozpoczęła się operacja Pustynna Burza, której celem było wyparcie wojsk Saddama Husajna z Kuwejtu. Wobec bezwzględnej przewagi lotnictwa koalicji anty irackiej w powietrzu, Irackie Siły Powietrzne rozpoczęły ewakuacje swoich samolotów do Iranu. Wszystkie posiadane przez Irak Su-24, w lutym 1991 roku przeleciały do sąsiada, gdzie zostały przejęte przez Siły Powietrzne Islamskiej Republiki Iranu. Iran nigdy nie zwrócił przejętych w ten sposób samolotów.

### Iran
W 1990 roku Iran podpisał umowę zakupu tuzina Su-24MK wraz z zasobnikami do tankowanie UPAZ-1A. Początkowo planowano pozyskać 28 samolotów. Wszystkie zakupione bombowce dostarczono do kraju do 1992 roku. W międzyczasie, po wybuchy operacja Pustynna Burza, z Iraku do Iranu uciekły wszystkie znajdujące się na stanie Irackich Sił Powietrznych Su-24MK, 24 samoloty, które Iran włączył w skład własnych wojsk lotniczych. Tym samym, kraj stał się posiadaczem 36 sztuk w pełni operacyjnych maszyn. Irańskie Su-24 przystosowano do przenoszenia nowego rodzaju uzbrojenia, chińskie rakiety przeciwokrętowe C-801K i C-802, rodzimej konstrukcji bomby kierowane laserowo i rakiety przeciwokrętowe, zasobniki z subamunicją. Co najmniej cztery samoloty zostały utracone w wyniku katastrof. W 2022 roku Iran dysponował oficjalnie 29 samolotami w wersji Su-24MK.

### Kazachstan
Po rozpadzie Związku Radzieckiego, na terenie Kazachstanu znalazło się 30 maszyn Su-24M i tuzin Su-24MR, wszystkie zostały przejęte przez Siły Powietrzne Republiki Kazachstanu. Wraz z upływem czasu, liczba eksploatowanych maszyn ulegała zmniejszeniu. W 1996 roku na stanie znajdowało się 26 samolotów bombowych i tuzin rozpoznawczych. W 2001 roku 25 maszyn w wersji Su-24M i nadal 12 w wersji Su-24MR. W 2012 roku czternaście Su-24M i 12 Su-24MR. W 2022 roku siły powietrzne nie dysponowały już żadną z wersji Su-24.

### Libia
W 1988 roku Libia zamówiła piętnaście maszyn Su-24MK. Samoloty w stanie rozłożonym na pokładach statków trafiły do Libii, a na miejscu zmontowano je przy wsparciu radzieckich specjalistów. W 2004 roku Libijskie Siły Powietrzne były w posiadaniu tuzina Su-24MK. Maszyny brały aktywny udział w wojnie domowej w Libii. W jej trakcie utracono wszystkie samoloty, prawdopodobnie zniszczono je na ziemi. W maju 2020 roku, dowodzona przez Chalifa Haftar Libijska Armia Narodowa otrzymała z Rosji kilka samolotów MiG-29 i Su-24M. Łącznie czternaście maszyn, za ich sterami zasiedli rosyjscy najemnicy, odpowiedzialni również za obsługę techniczną.

### Sudan
W 2012 roku Sudan zakupił od 8 do 12 samolotów Su-24M (w zależności od źródeł) na Białorusi. Maszyny po wyremontowaniu w zakładach remontowych w Baranowiczach, zostały dostarczone do Sudanu w latach 2013–2016. W 2015 roku, kraj wysłał trzy maszyny do Arabii Saudyjskiej. Samoloty weszły w skład kontyngentu walczącego z rebelią jaka wybuchła w Jemenie. Co najmniej jedna maszyna została utracona, 27 marca 2015 roku, członkowie ugrupowania Huti zestrzelili sudański bombowiec. W 2022 roku Sudańskie Siły Powietrzne wykazywały sześć Su-24M na swoim stanie.

### Syria
Pierwsze zamówienie ze strony Syrii na samoloty Su-24 przyszło w 1989 roku. Zakupiono wówczas 20 maszyn Su-24MK. W połowie lat 90. otrzymano pojedyncze egzemplarze Su-24MK i Su-24MR z Libii. W 2010 roku SYryjskie Siły Powietrzne miały na stanie 20 samolotów operacyjnych. W latach 2010–2013, część z nich, prawdopodobnie 15, zmodernizowano w Rosji do wersji Su-24M2. Po rozpoczęciu wojny domowej w Syrii, Su-24 wzięły aktywny udział w walce ze zbrojną opozycją, walczącą z siłami wiernymi prezydentowi Baszszarowi al-Asadowi. 28 listopada 2012 roku utracono pierwszego Su-24, który został zestrzelony pociskiem z zestawu 9K38 Igła. Kolejną maszynę utracono 23 września 2014 roku, gdy podczas ataku na pozycje rebeliantów, syryjski samolot wleciał w przestrzeń powietrzną Izraela. Izraelczycy zestrzelili samolot przy pomocy zestawu Patriot. W maju 2015 roku podczas podejścia do lądowania, załoga katapultowała się z samolotu, uznając, że nie będzie w stanie przeprowadzić manewru. 28 maja 2015 roku, na lotnisku w At-Tijas doszło do eksplozji w trakcie uzbrajania samolotów, dwa Su-24 uległy całkowitemu zniszczeniu. 11 czerwca 2015 roku Su-24 eksplodował w powietrzu, siły opozycyjne przypisały sobie fakt zestrzelenia maszyny. 18 marca 2018 roku kolejna maszyna została zestrzelona przez rebeliantów. 1 marca 2020 roku dwa syryjskie Su-24 zostały zestrzelone przez parę tureckich F-16C. Su atakowały pozycję opozycyjnych sił wspieranych przez Turcję. W 2022 roku Syria miała na stanie około 10 samolotów Su-24.

### Ukraina
Po rozpadzie Związku Radzieckiego, na terytorium Ukrainy pozostała znaczna ilość sprzętu wojskowego, wśród nich samoloty Su-24. Bombowce weszły w skład nowo powstałych Sił Powietrznych Ukrainy. Samoloty znalazły się na stanie 7. BAP, 69. BAP, 230. BAP, 727. BAP, 806. BAP i 947. BAP. Każda z jednostek dysponowała około 30 samolotami. Dodatkowo około 60 maszyn znalazło się na stanie szkolnego 29. Pułku Lotniczego. Rozpoznawcze Su-24MR weszły w skład pułków rozpoznawczych 48. ORAP i 511. ORAP. Osiem Su-24MP weszło w skład 118. Samodzielnego Pułku Lotniczego Walki Radioelektronicznej (118. oapREB). Pod koniec 1991 roki, ukraińskie siły powietrzne dysponowały ponad 280 samolotami Su-24 różnych wersji. Z powodu braku personelu, który zdecydował się na powrót do Rosji, w 1993 roku rozwiązano 230. BAP. W 1994 roku rozwiązano 118. oapREB. W 1995 roku zmieniono numeracje 727. BAP, który stał się 44. BAP a 29. Pułku Lotniczy odpowiedzialny za szkolenia, stał się pułkiem bombowym z numerem 29. Rok później jednostke rozformowano. Zadania szkoleniowe przejęła na siebie nowosformowanej 6. Bazy Lotniczej. Trafiły tam między innymi samoloty walki elektronicznej Su-24MP, które z powodu skomplikowanej eksploatacji, od 1997 roku używane były w charakterze samolotów szkolnych. W 2000 roku rozformowano 69. BAP. W 2001 roku podobny los spotkał 806. BAP. W 2003 roku rozformowano 511. ORAP. Również w 2003 roku pułki lotnicze 7. BAP, 44. BAP, i 806. BAP, przeformowano w brygady lotnicze. Powstała 7. awbr (awiacijna brigada), 44. awbr i 806. awbr. Podobnie postąpiono z 48. ORAP, którą zmieniono na 48. awbr. Rozformowano 6. Baze Lotniczą, która realizowała zadania szkoleniowe. Po jej rozwiązaniu, szkolenie personelu przejęły na siebie jednostki liniowe. W 2004 roku, po połączeniu Sił Powietrznych i Obrony Powietrznej i utworzeniu Sił Powietrznych Sił Zbrojnych Ukrainy, rozformowano 44., 48. i 806 awbr. Tym samym jedynymi maszynami realizującymi misje bombowe pozostały Su-24 zgrupowane w 7. awbr. Z kolei samoloty rozpoznawcze weszły w skład sformowanej na bazie 48. awbr nowej 32. Samodzielnej Eskadry Lotnictwa Rozpoznawczego. Niezdatne do lotu i zmagazynowane samoloty podlegały 25. Dowództwu Lotniczemu, odpowiedzialnemu za ich składowanie. W 2005 roku 32. eskadra rozpoznawcza weszła w skład 7. awbr. W 2008 roku, brygada została przekształcona w 7. Brygadę Lotnictwa Taktycznego imienia Petra Franki (7. brTA). W 2014 roku brygada była w posiadaniu 40 bombowych Su-24 i około 25 rozpoznawczychSu-24M. Ogółem siły powietrzne miały na stanie 114 Su-24 różnych wersji i kolejne 34 maszyny składowanych na lotniskach magazynowych.